# Lluís Via i Pagès
Lluís Via i Pagès (Vilafranca del Penedès 1870 – Barcelona 1940). Poeta, narrador, periodista i traductor. Membre de l'Acadèmia de Bones Lletres, fou director i redactor de la revista Joventut (1900-1906), fundada per membres de Setmana Catalanista, adherits a Unió Catalanista, que reuní intel·lectuals del moviment modernista i defensors del catalanisme.
Va col·laborar a les revistes La Renaixença, El Poble Català, Gent Nova, i La Novel·la d'Ara. Va ser un estudiós de l'obra d'Apel·les Mestres i va prologar la novel·la Solitud de Víctor Català. És autor de relats de temàtica castellera.
A la seva obra s'hi pot trobar la influència de Joan Maragall. Per a ell la naturalesa és tan important que tota la seva poesia n'és plena. Amic de Jacint Verdaguer, van fer plegats diverses excursions pel Montseny.
Traduí per primera vegada, conjuntament amb Oriol Martí, els contes complets de Perrault, publicats amb il·lustracions d'Apel·les Mestres; així com dos autors en auge en el seu temps, el poeta italià Lorenzo Stecchetti i La princesa llunyana (traducció catalana en vers) del dramaturg francès Edmond Rostand. Traduí al castellà obres d'Àngel Guimerà (Jesús de Nazaret, 1895; i El alma muerta,1913); i, el 1899, Cyrano de Bergerac de Rostand (amb Oriol Martí i Emili Tintorer). També versionà al castellà Antonio y Cleopatra de Shakespeare (amb Oriol Martí i Salvador Vilaregut).

## Obres
- Recull de poesies de Lluís Via publicades per la col·lecció Lectura Popular Biblioteca d'autors catalans l'any 1913Impressions i records (1899)
- Fent camí (1903)
- Esteles (1907)
- Del cor als llavis (1910)
- De lluny i de prop (1911)
- Cullita (1916)
- Llavor dispersa (1918)
- A mitja veu (1920)
- La taverna dels desanimats (1925)

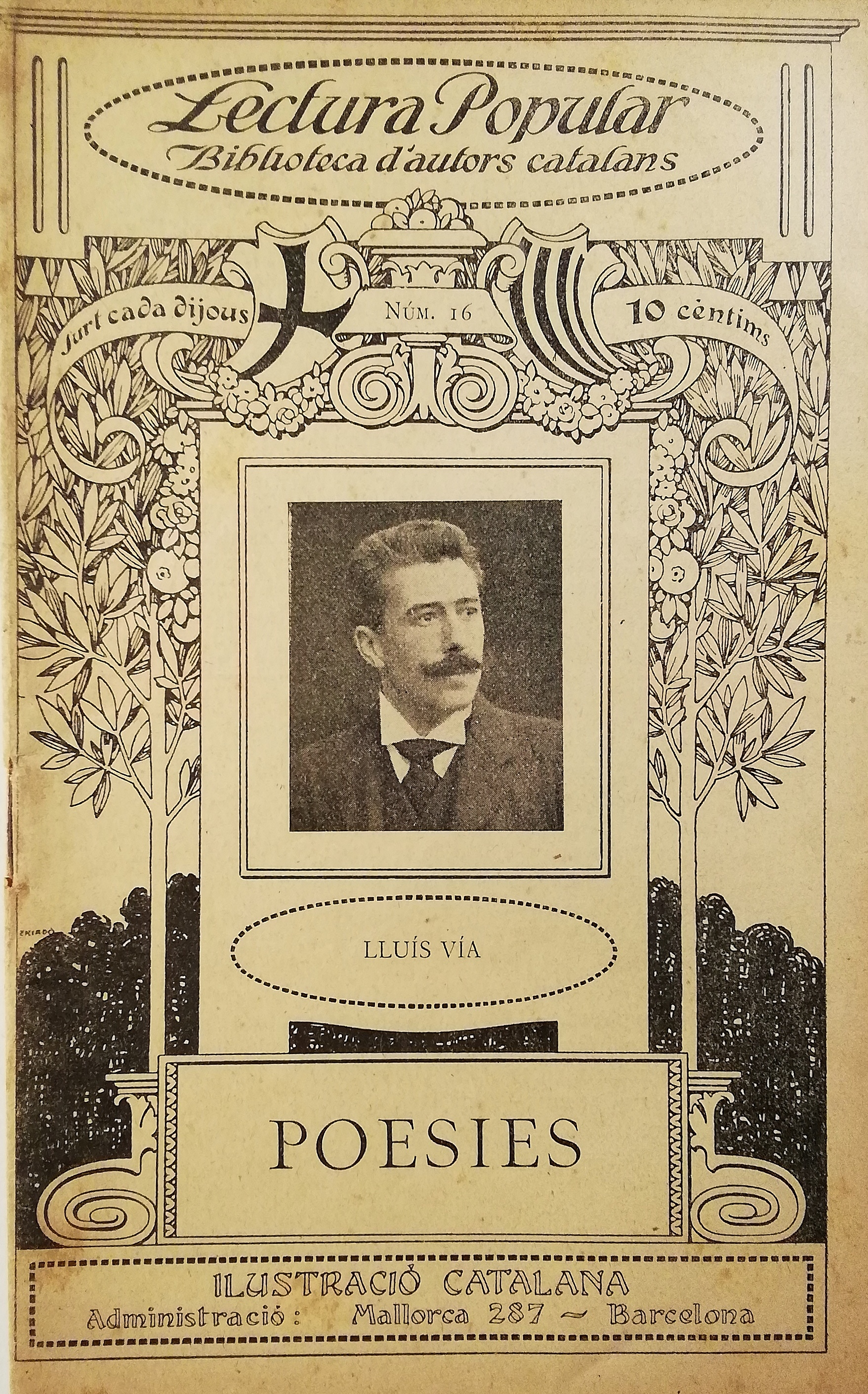
Recull de poesies de Lluís Via publicades per la col·lecció Lectura Popular Biblioteca d'autors catalans l'any 1913

El 1926, va acabar i estrenar l'obra "Per dret diví" d'Àngel Guimerà.
Obres presentades als Jocs Florals de Barcelona
- Festa Major (1898) (2n Accèssit del Premi del Consistori a la millor composició en prosa)
- Capvespral (1919) (1r Accèssit a la Flor Natural)
- Una gesta. De la meva vida (1919).
- Eva eterna (1919).
- Lluna de gener (1919).
- Esplai (1919).
- Núvol de pas (1919).
- Vers la pau dels cims (1919).
- Amor i orgull (1919).
- Cor de dona (1919).
- Suprema amor (1919).
- Revelació (1919, 1922 i 1926).
- L'estel (1922).
- La instancia fervent (1922).
- La dolça quexa (1922) (1r Accèssit a la Flor Natural)
- Roser de tres branques (1922)
- El fals menyspreu (1926) (1r Accèssit a la Flor Natural)
- Les dues finestres (1926) (1r Accèssit a l'Englantina d'or)
- Sonets eròtics (1926) (Premi extraordinari dels Mantenidors)
- La profecia (1926)
- Himne i pregària (1927)